# سفارة النرويج في الفلبين
سفارة النرويج في الفلبين هي أرفع تمثيل دبلوماسي لدولة النرويج لدى الفلبين. تقع السفارة في مانيلا وهي تهدف لتعزيز المصالح النرويجية في الفلبين.

## وصلات خارجية
- قائمة سفارات النرويج
- قائمة السفارات في الفلبين